# Искусство викингов
Искусство викингов (также северное искусство) — искусство, представленное в Скандинавии и в поселениях викингов за её пределами (главным образом, в Исландии и на Британских островах) в эпоху викингов (с VIII по XI века).
Благодаря миграциям и активному участию викингов в морской торговле, в северном искусстве можно проследить заимствования и общие черты с кельтским, романским, восточно-европейским (в частности, древнерусским и византийским) искусствами. Заметно влияние викингов на англосаксонское искусство начиная с IX века (нашествие викингов на Британские острова).

## Периодизация и стили
Общим мотивом в искусстве викингов на всем периоде его существования был т. н. «звериный стиль», в эпоху Великого переселения народов широко распространившийся среди германских племен. Викинги дольше других народов, например, англосаксов и франков, оставались язычниками, благодаря чему «звериный стиль» на территории Скандинавии продолжал развиваться вплоть до XI века. Только с середины X века отдельные скандинавские властители склоняются к христианству, вследствие чего в декоративно-прикладное искусство проникают христианские мотивы, однако магистральное направление развития искусства викингов оставалось языческим.
Исследователи выделяют несколько стилей в искусстве викингов, сменяющих друг друга с VIII по XII век. Разделение преимущественно относится к искусству резьбы и затрагивает изделия из дерева, камня, кости и т. д. Все стили называются по местностям и населенным пунктам Скандинавского и Ютландского полуостровов, с которыми связаны находки артефактов с наиболее типичным для данного стиля декором.
| Изображение | Название     | Годы      | Характеристика |
| ----------- | ------------ | --------- | --- |
|             | Осеберг/Броа | 790—850   | Стиль Осеберг назван по погребению, обнаруженному в местечку Осеберг, близ Тёнсберга, Норвегия. Подкурганное захоронение было совершено в ладье (Осебергская ладья), которая хорошо сохранилась. Нос и корма ладьи, а также другие деревянные предметы, составлявшие погребальный инвентарь (ложе, сани и др.), были покрыты замысловатой резьбой. Один из древнейших предметов, найденных в Усеберге, это так называемые «сани Шетелига». Каждый угол саней украшен головой дикого льва (явно заимствованными из континентального искусства), боковые стороны саней разделялись лепными украшениями на два уровня, для каждого из которых был свойственен определённый орнамент. Характерная черта стиля — «запутавшиеся звери» (животные, которые хватают себя или животное рядом с ними своими лапами). Второе название стиля связано с кладом из Броа, остров Готланд, Швеция. |
|             | Борре        | 850—950   | Стиль Борре назван в честь находки в кургане Борре в Вестфолле, Норвегия. В отличие от осебергского стиля, отсутствуют линейные ленточные узоры. Характерная черта — зооморфные изображения, на которых головы животных на первом плане. Встречается в украшениях, деталях конской упряжи. Поверхность изделия украшается мелкими и объемными орнаментами, к которым относятся как геометрические узоры, так и зооморфные мотивы. Рисунок иногда делится на две, три или четыре области, иногда круглые, и делится на столбцы. Встречаются «запутавшиеся звери». |
|             | Еллинг       | 900—980   | Стиль Еллинг назван по курганным захоронениям в Еллинге, Дания. Считается, что там похоронены датский король Горм Старый и его жена Тира. Самый известный пример стиля — серебряная чаша из Еллинга, принадлежавшая, как предполагается, самому конунгу либо его жене, или же богатому ярлу. Артефакты, выполненные в этом стиле, отличаются аристократичностью, изысканностью и богатством, часто украшены позолотой и рассчитаны на знать из окружения конунга. Характерные особенности стиля Еллинге — изображение головы зверя в профиль, лентовидных, переплетающихся туловищ; вдоль тела животного идут геометрические узоры (например, круг с точкой в центре). Отсутствует орнамент «запутавшегося зверя». |
|             | Маммен       | 970—1020  | Стиль Маммен назван по богатому погребению в деревне Мамман, Дания. Самые известные изделия — церемониальный топор с орнаментом и инкрустацией серебряной филигранью и шкатулка Каммин (утеряна, точная реплика находится в Национальном музее Дании). Пластинки из лосиных рогов, из которых сделана шкатулка, украшены рисунками животных или птиц. Эти изображения украшены множеством точек, которые полностью заполняют свободное пространство. Для изображения зверей в стиле Мамман характерны: меньшая абстрактность, в сравнении с другими стилями, больший размер тела, спиралевидное изображение бедренной части конечностей зверя. На внутренней орнаментации присутствуют несколько рядов полос или точек. |
|             | Рингерике    | 1000—1070 | Стиль Рингерике получил название в честь одноименного района к северу от Осло, Норвегия. Для данного стиля характерны изображения не только зверей, но и птиц, а также растительные мотивы. Фигуры украшены множественными исходящими от них завитками. Впервые в скандинавском искусстве появляются несколько различных типов крестов и растительные орнаменты в виде пальметт. Сохраняются и характерные для прошлых стилей изображения крупного животного, запечатленного в энергичном движении, змей и лентообразных зверей, соединяющихся с растительным орнаментов в виде лоз и листьев. Мотивы в стиле Рингерике имеют свои аналоги в англосаксонском и оттоновском искусстве того же периода. Самые типичные представители стиля — камень Ванг в Рингерике (помимо рунической надписи, камень покрыт характерным вьющимся орнаментом) и несколько декоративных «флюгеров» из позолоченной бронзы. «Флюгера» служили украшением ладьи и крепились к концам форштевней. Само изделие представляло собой клиновидный сектор (примерно соответствующий четверти круга), на конце обычно помещалась фигурка собакообразного мифического животного. Все найденные на данный момент флюгера орнаментированы в стиле Рингерике. |
|             | Урнес        | 1050—1150 | Стиль Урнес назван по знаменитой деревянной церкви (ставкирке) в Урнесе, датированной первой половиной XII века и относится уже к концу эпохи викингов. Для него характерны очень изящные и вытянутые фигуры животных, изображенных в кружении, с продолговатыми глазами и длинными мордами в профиль. По-прежнему одним из главных мотивов является крупный четырёхногий зверь, но здесь он тощий, словно борзая. Встречаются змеи и тонкие стебли растений, иногда увенчанные змеиной головой, а также змееподобные животные с единственной передней ногой. Характерной для стиля Урнес является развернутая асимметричная композиция, равномерные расширения и сужения, без резких переходов, волнообразное переплетение животных и змей. Стиль Урнес включает в себя три подтипа: ранний, средний и поздний. |

## Каменная скульптура

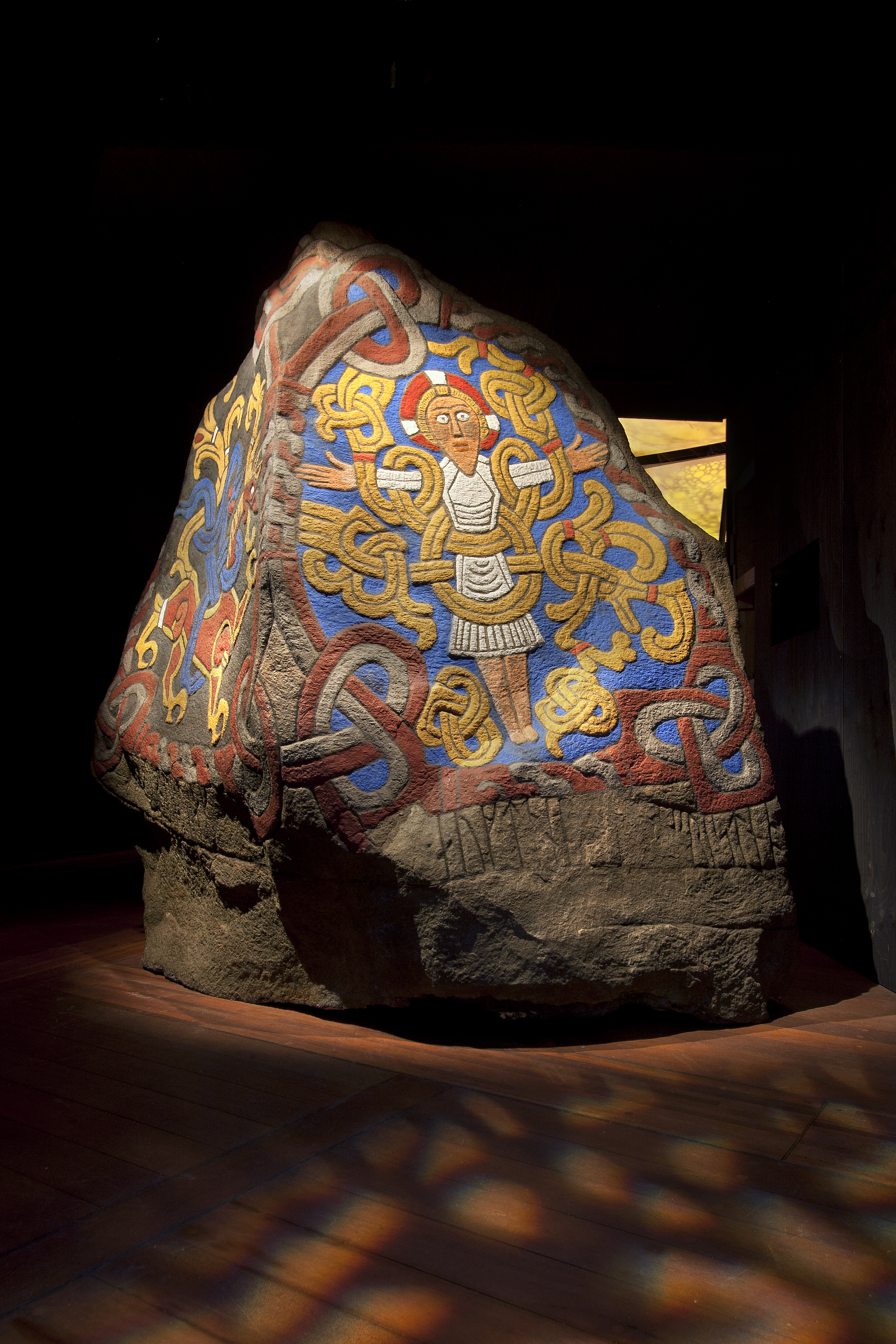
Еллингский камень, реконструкция

У викингов не было каменной скульптуры в классическом понимании (такой, к примеру, как в античных Греции и Риме), однако они создавали своеобразные памятники искусства из камня. Прежде всего, это т. н. рунические и картинные камни. Искусно вырезанные камни жители Скандинавии возводили сотни лет; самые ранние относятся IV веку, самые поздние — к XII, но наибольшее количество относится к периоду IX—XI веков, то есть к эпохе викингов. Камни украшались различными символами, изображениями божеств и мифических существ, батальных сцен и религиозных ритуалов. В период христианизации полуострова в традиционные языческие мотивы активно проникает христианские (что можно видеть, к примеру, на камне из Еллинга, датированном примерно X веком).
Сейчас эти скульптуры представляют собой уникальные памятники истории и важный источник знаний о скандинавских мифах и сагах предков. В то же время они предоставляют интересную и важную информацию о быте викингов. Каждая из скульптур имела важное значение для современников и их потомков.

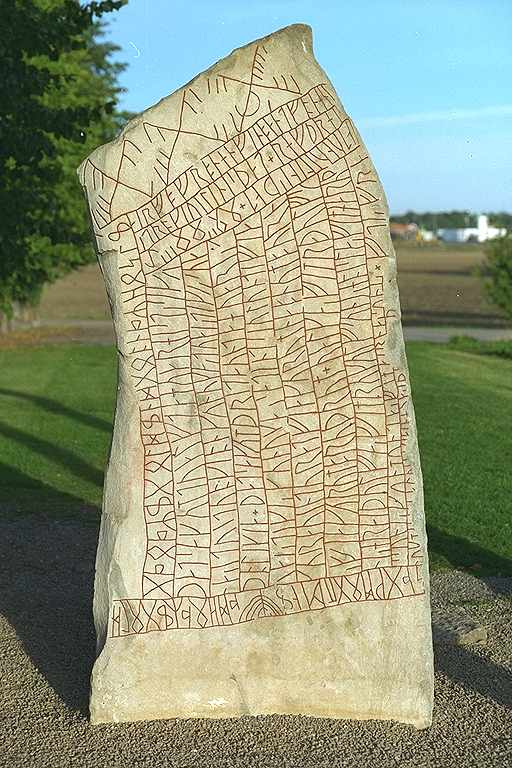
Рёкский рунический камень, первая половина IX века. Поминальная надпись гласит: «О Вемуде говорят эти руны. Варин сложил их в честь павшего сына».

На рунических камнях наносились рунические надписи, имеющие важное религиозное значение. Такие камни устанавливались в местах проведения ритуалов. Картинные камни содержат вырезанные рельефные изображения мифологических сцен, героических сражений, религиозных ритуалов, жертвоприношений и т. п.
На сегодняшний день обнаружено более 400 картинных камней и около 3000 — рунических. Особый интерес к этим памятникам пришелся на XIX—XX века. Некоторые из них остаются на своем первоначальном месте, другие выставлены в Историческом музее Готланда, Национальном музее древностей в Стокгольме и музее под открытым небом в Бунге, Северная Готландия. Некоторые камни были «переработаны» в более позднее время и использовались для строительства церквей, мостов, могил и каминов.
Создание скульптур преследовало три основные цели:
- Во-первых, религиозное назначение. Камни устанавливались в местах захоронений или в память о погибшем[15] (в этом случае викинги считали, что таким образом они притягивают дух умершего воина). Также камни устанавливались в местах жертвоприношений или просто поклонений тому или иному божеству.
- Во вторую очередь создатели пытались увековечить славу и героизм воинов. Такие скульптуры представляют собой чаще сцены сражений, какие-то мифологические сюжеты, важные события и т. п.
- И лишь немногие из них создавались именно ради искусства. Именно на них можно видеть детали быта, природы, животных.

Общим мотивом викингских скульптур был особый «звериный стиль», образующий характерный орнамент. Современными исследователями высказываются предположения, что рельефы дополнительно покрывались краской, которая не сохранилась (однако можно обнаружить её микрочастицы). Сегодня это учитывается при реконструкциях первоначального облика камней.

## Резьба по дереву
Декоративной резьбой покрывались самые разнообразные предметы из дерева, от таких крупных, как корабли, панели и столбы жилищ, до совсем мелких, например, гребней и столовых приборов. Деревянные изделия в целом сохраняются хуже, чем металлические или костяные, однако их, как правило, изготавливается больше ввиду большей доступности материала. Крупные резные изделия, вероятно, как и каменные скульптуры, раскрашивались яркими красками.
Особенно известны викингские резные украшения кораблей, прежде всего — носовая резная фигура фантастического зверя (дракона), по которой корабли викингов получили свое название. Однако носовая фигура была не единственным украшением; резьбой покрывались также борта, корма и штевень (что видно на примере ладьи из Осеберга и других находок). Внутри ладьи было обнаружено несколько саней, кроватей и повозка, также покрытые искусной резьбой. В четырёх углах погребальной камеры располагались четыре резных столба в виде голов животных с раскрытыми пастями. Пятая голова, выполненная в том же стиле, выполняла роль носовой фигуры (ее пасть была закрыта). Эти находки, датированные VIII веком, дали название стилю Осеберг.
К более позднему периоду (конец XI—XIII века) относятся деревянные резные порталы скандинавских церквей. До нашего времени сохранилось несколько десятков порталов и их фрагментов. Особенно известна ставкирка в Урнесе, самая ранняя из сохранившихся норвежских ставкирок, давшая название стилю Урнес и включенная в список памятников Всемирного наследия ЮНЕСКО.

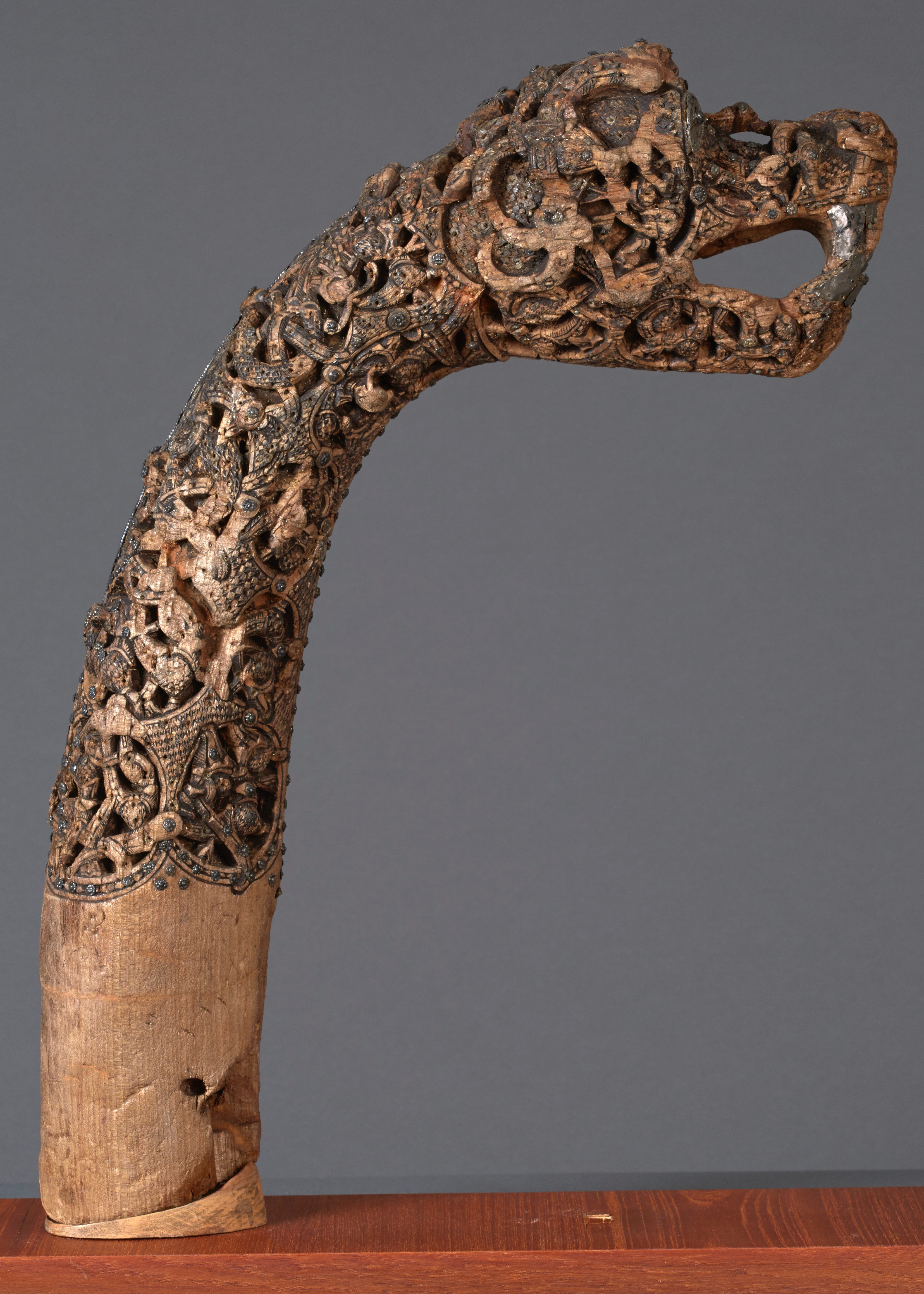
Деревянный жезл с вырезанной звериной головой найден в Осебергской ладье
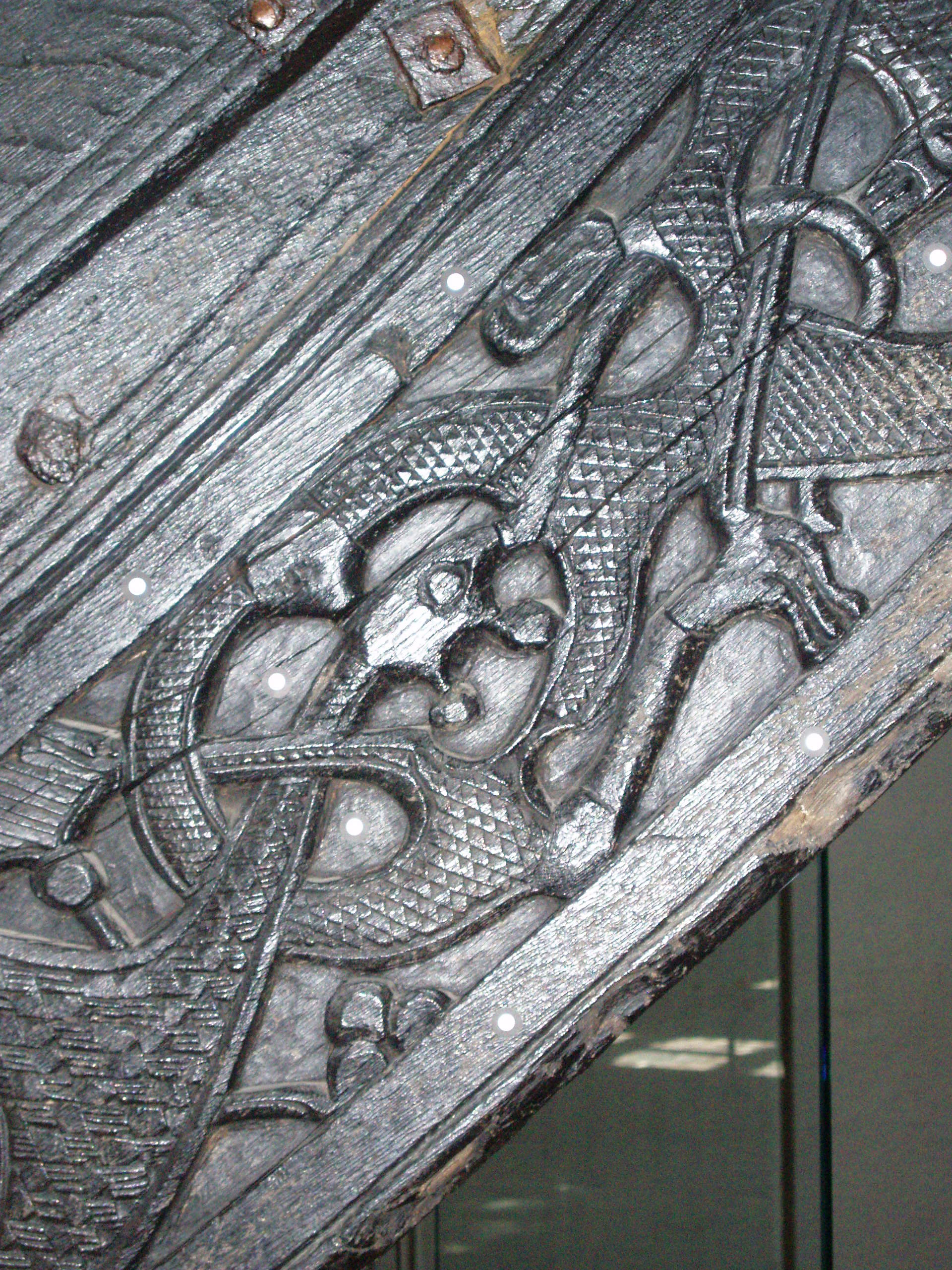
Фрагмент Осебергской ладьи (ок. 834 год)
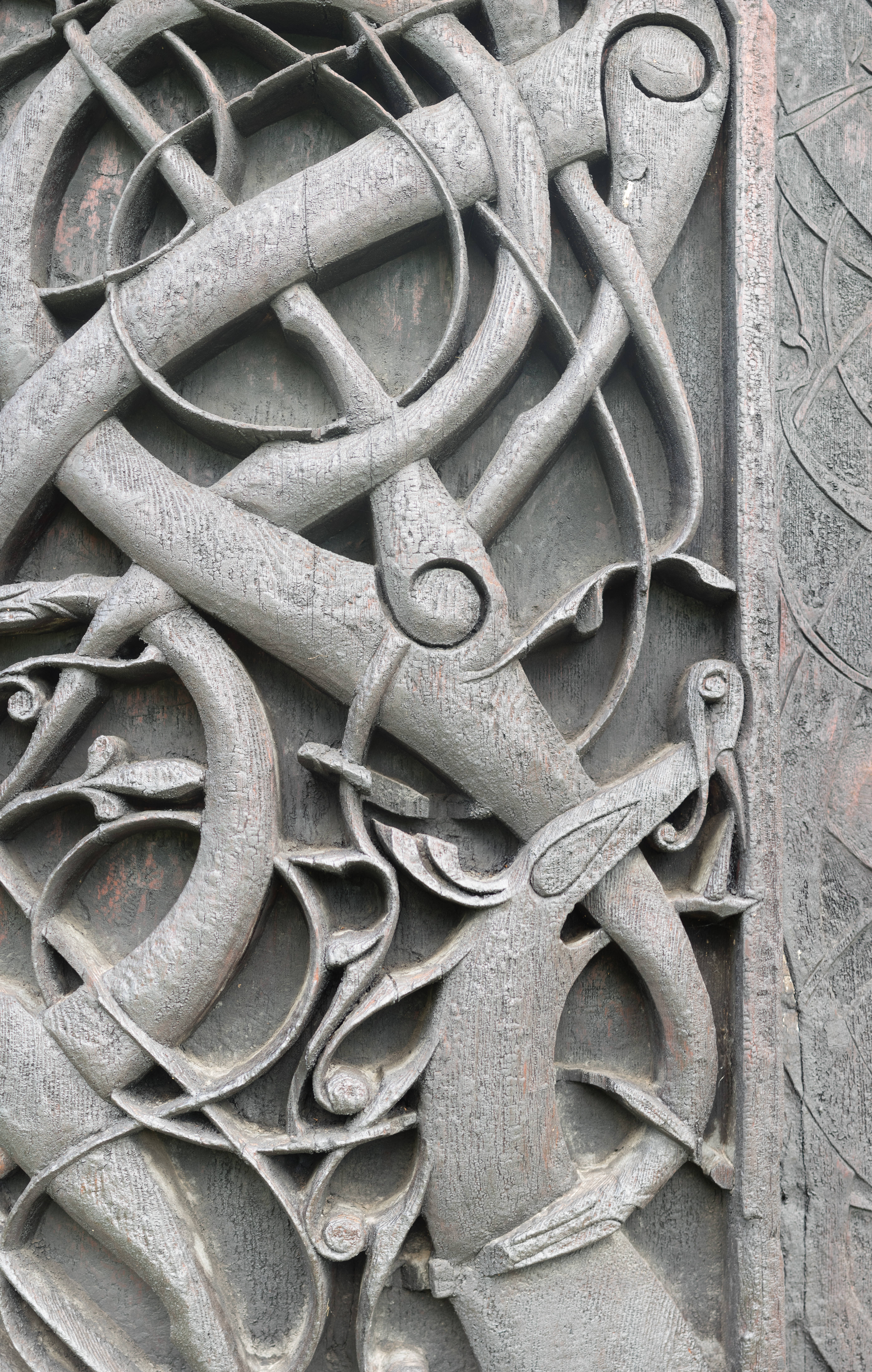
Резьба северного портала ставкирки в Урнесе, XII век
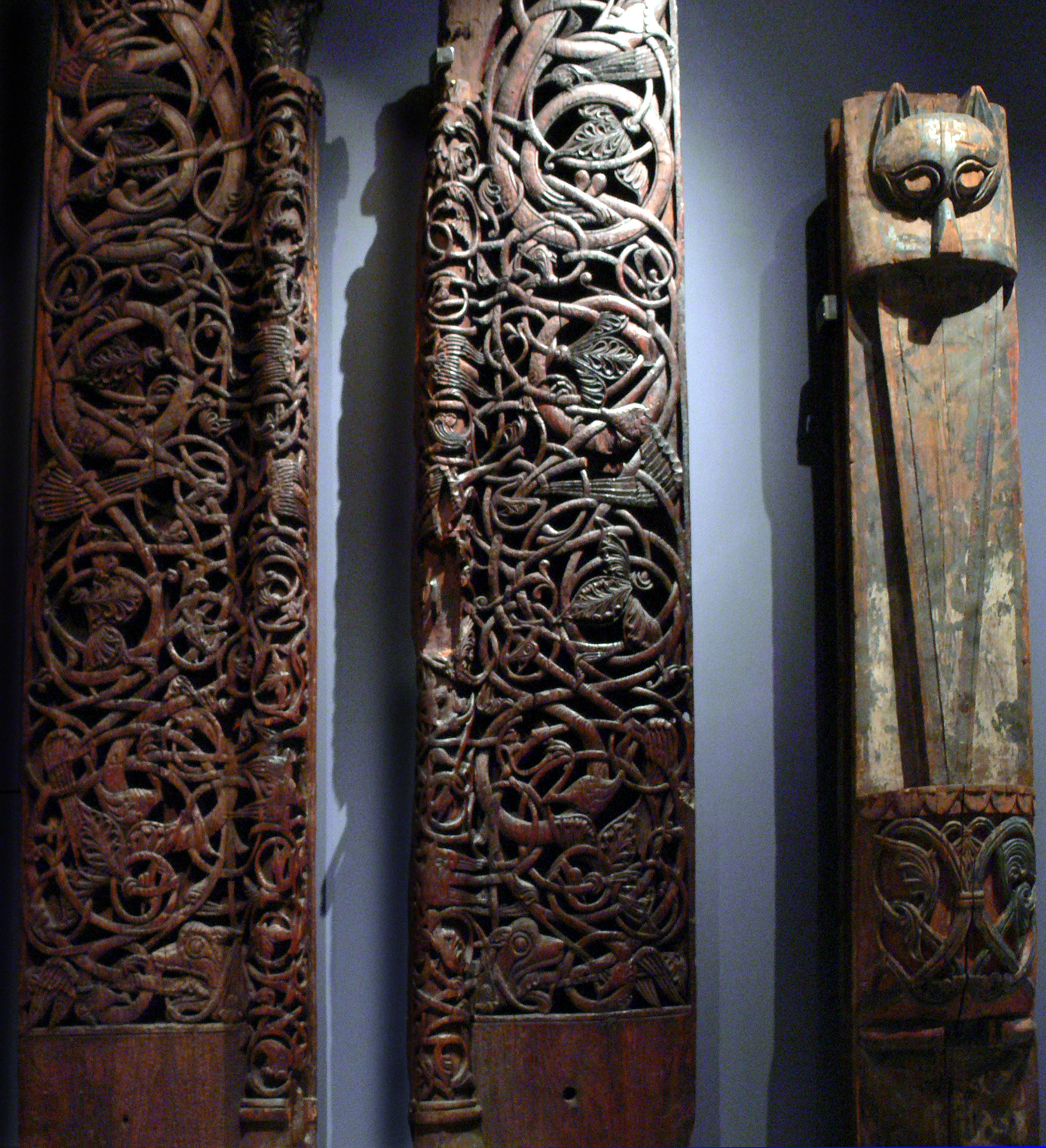
Фрагменты дверного портала не сохранившейся деревянной церкви в Ульвике, XII век

## Декоративно-прикладное искусство

### Орнаментированное оружие

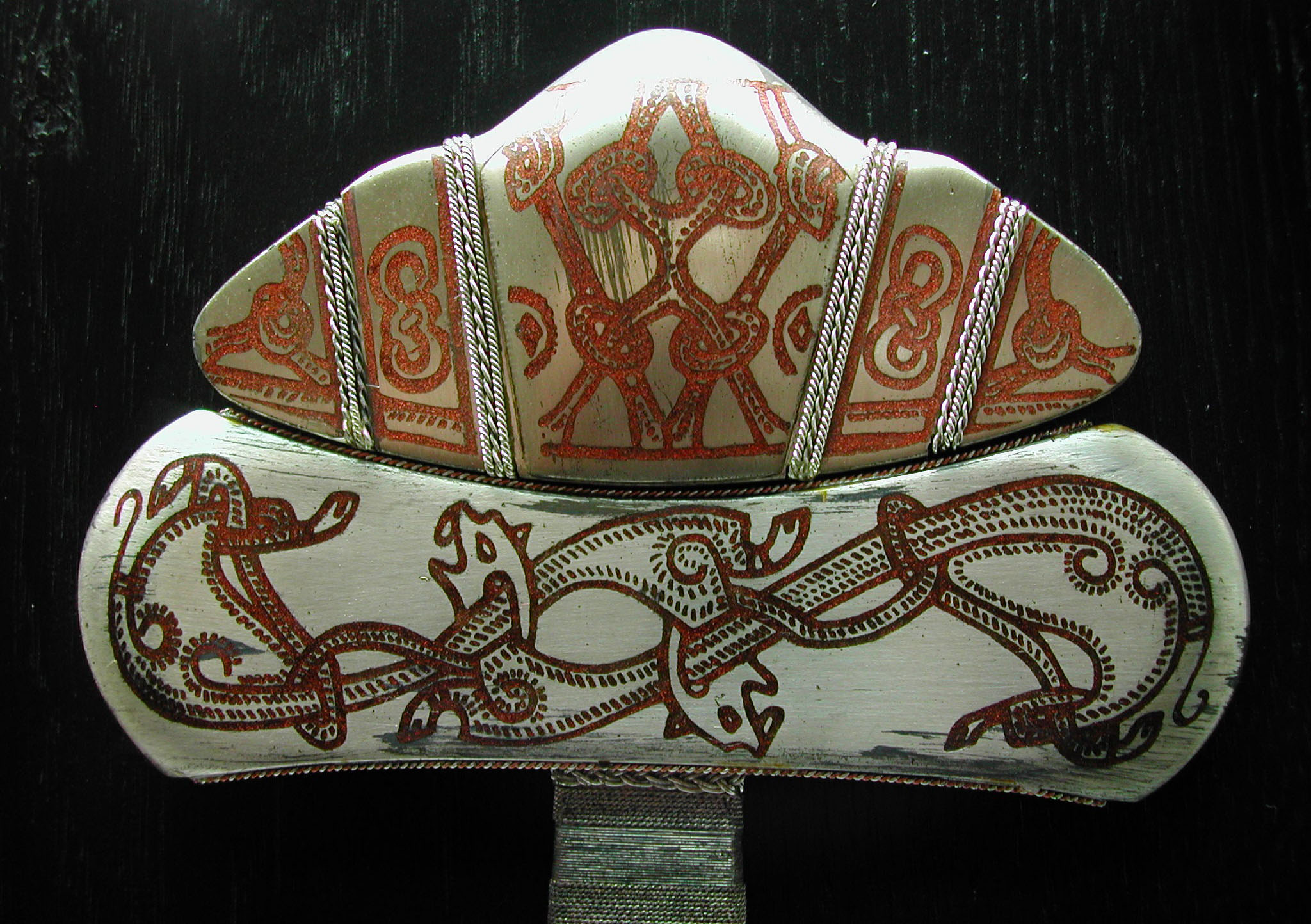
Навершие меча в стиле Еллинг

Оружие викингов делилось на боевое и ритуальное, эти виды различались формой и орнаментом. К ритуальным образцам относится, как считается, знаменитый орнаментированный топор из захоронения в Маммене.
Украшение оружия создавалось в той же стилистике, которая была характерна для ювелирных украшений и резьбы по дереву соответствующего периода, в основном это был «звериный стиль». По узорам на оружии можно с высокой степенью уверенности определить время создания конкретного образца. Любой орнамент, а тем более нанесенный на оружие, носил либо ритуальную, либо защитную функцию.
Орнамент наносился в разных частях оружия:
- у мечей на рукоять и гарду;
- у топоров декорировалась вся поверхность лезвия;
- у ножей боевых символы украшали только рукоять, а у ритуальных гравировка могла идти и по лезвию.

В начале эпохи викингов самым популярным украшением было нанесение на оружия листового серебра, покрываемого мелкими вдавленными точками или крестами, либо геометрическими фигурами. В IX—X веках часто встречается гравировка в виде переплетающихся линий, зооморфных узоров и т. д. К концу эпохи встречаются технологически более сложные виды декора, включающие в себя вставки из латуни в виде геометрических узоров с полосками из медной проволоки. Позолота или золоченый орнамент довольно редки, но также встречаются.

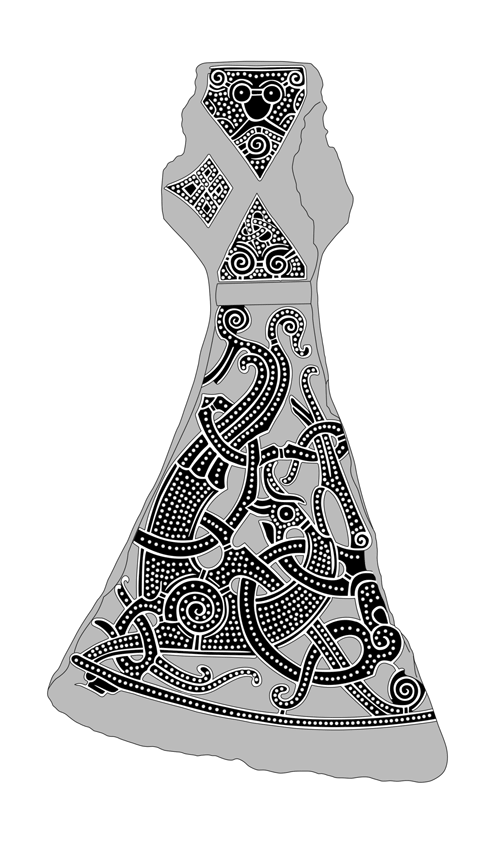
Топор из Маммена (рисунок)
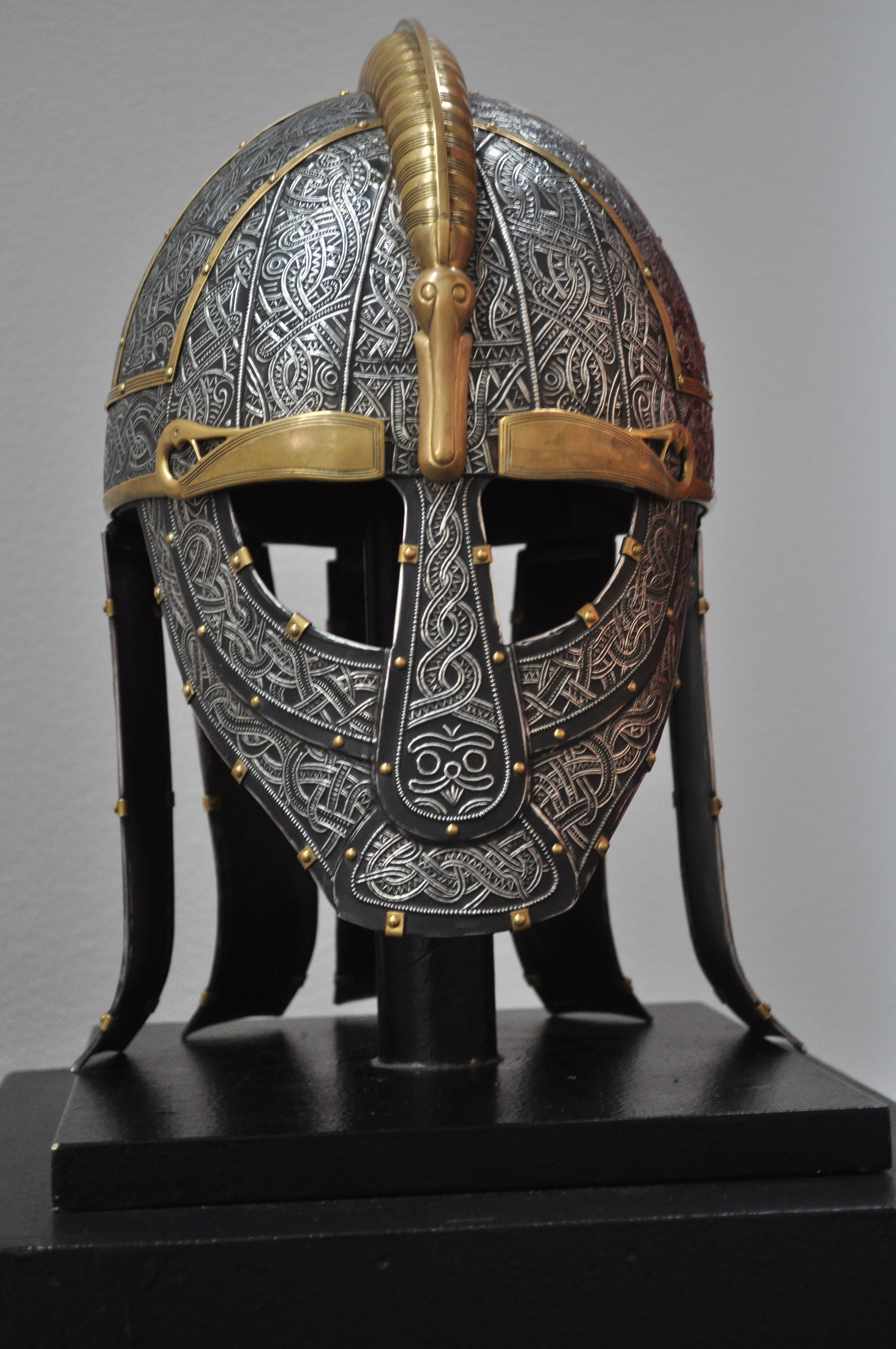
Реплика орнаментированного шлема викинга
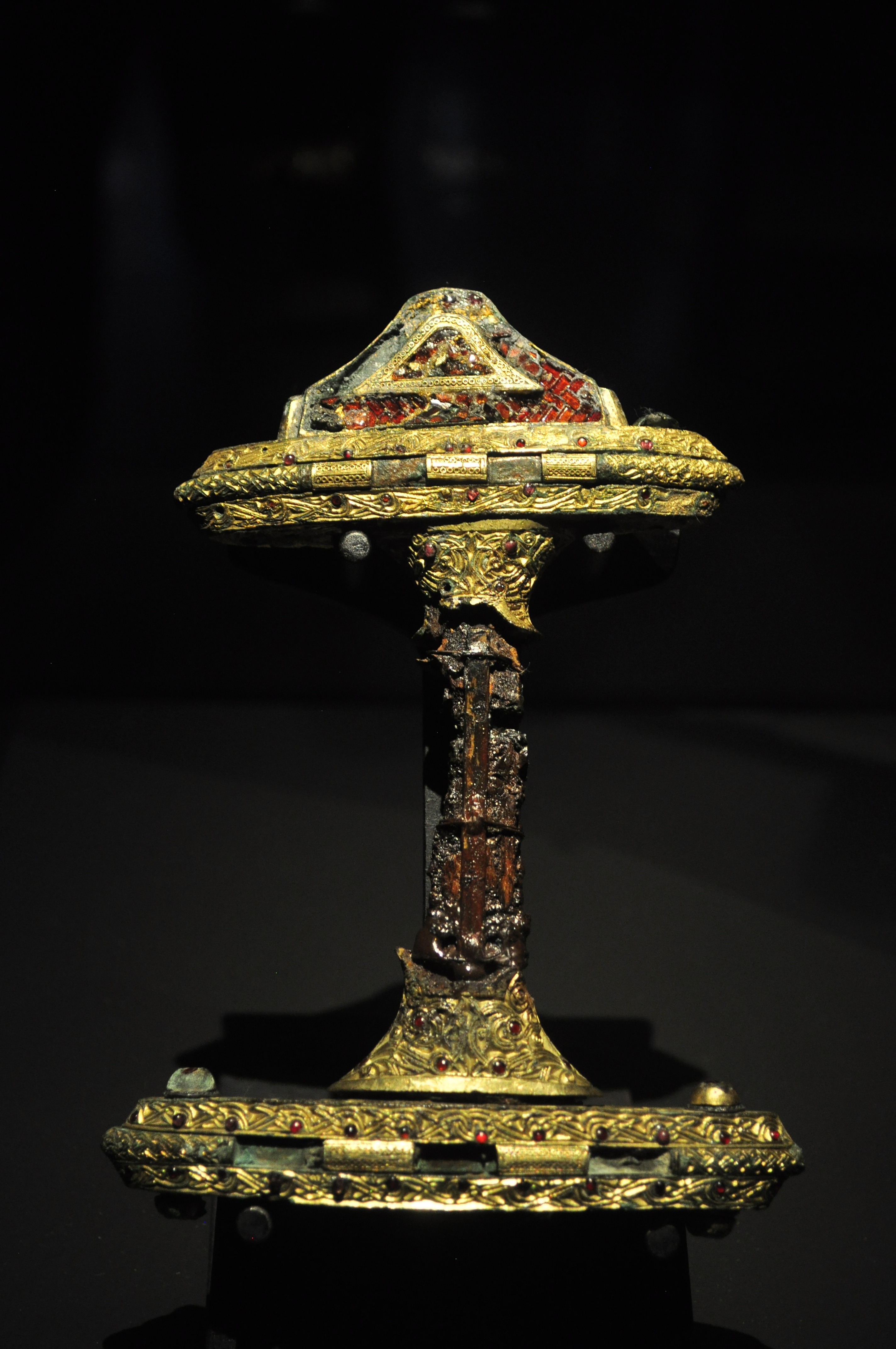
Меч с позолоченной гардой VII века
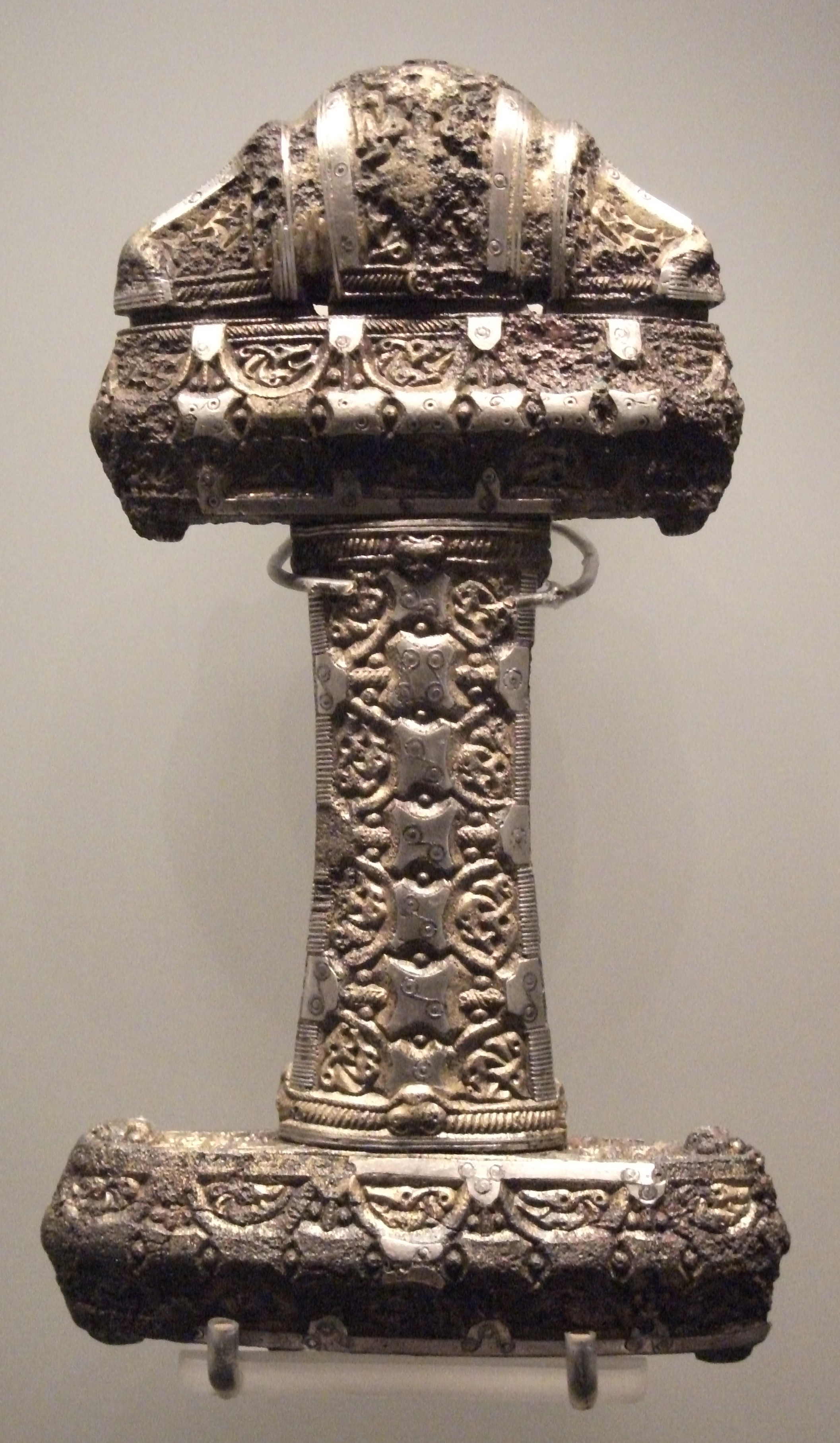
Меч IX века с острова Эгг, Шотландия

### Украшения
Основными материалами в ювелирном искусстве викингов были: бронза (позолоченная или посеребренная), олово, серебро и, реже, золото. Украшения выполнялись в технике литья (по восковым формам), чеканки, плетения и зерни. Благородные металлы для украшений нередко добывали путем переплавки монет из других стран. Собственных монет викинги не чеканили до конца X века, но и позже подобные находки чрезвычайно редки. В обращении викингами в основном использовались в IX—X вв. арабские дирхамы, а в XI — западноевропейские денарии. Украшения могли также использоваться в качестве оплаты или при обмене товарами; для этого украшение можно было разрубить на части, чтобы получить нужную меру серебра.
Драгоценные камни, эмаль и инкрустации в собственно викингском ювелирном искусстве практически не встречаются (но могут быть заимствованы). Викинги охотно носили украшения, сделанные иностранными мастерами и добытые в военных походах или путем торговли. Например, в женском погребении IX века в городе Бирка, Швеция, было обнаружено кольцо со вставкой из розового стекла и арабской надписью «Ради Аллаха».
К самым часто встречающимся типам украшений относились: ожерелья (мужские, так называемые торквесы — шейные гривны), браслеты, кольца и перстни, фибулы и пряжки, амулеты-подвески. Фибулы-броши, как правило в форме подковы, выполняли роль застежек, ими обычно скрепляли плащ на плече. Широко известны на сегодняшний день викингские амулеты в форме Мьёльнира (молота Тора). Женщины носили амулеты в форме богини Фрейи. С проникновением христианства начинают встречаться викингские кресты и распятия.
Самым типичным женским нагрудным украшением являлись две парные т. н. «скорлупообразные» фибулы, крепившиеся к платью-сарафану, и несколько рядов бус с разнообразными подвесками между ними. Бусы делались из различных материалов, прежде всего: цветное стекло, керамика, полудрагоценные камни (горный хрусталь, янтарь, сердолик), кость и клыки животных.

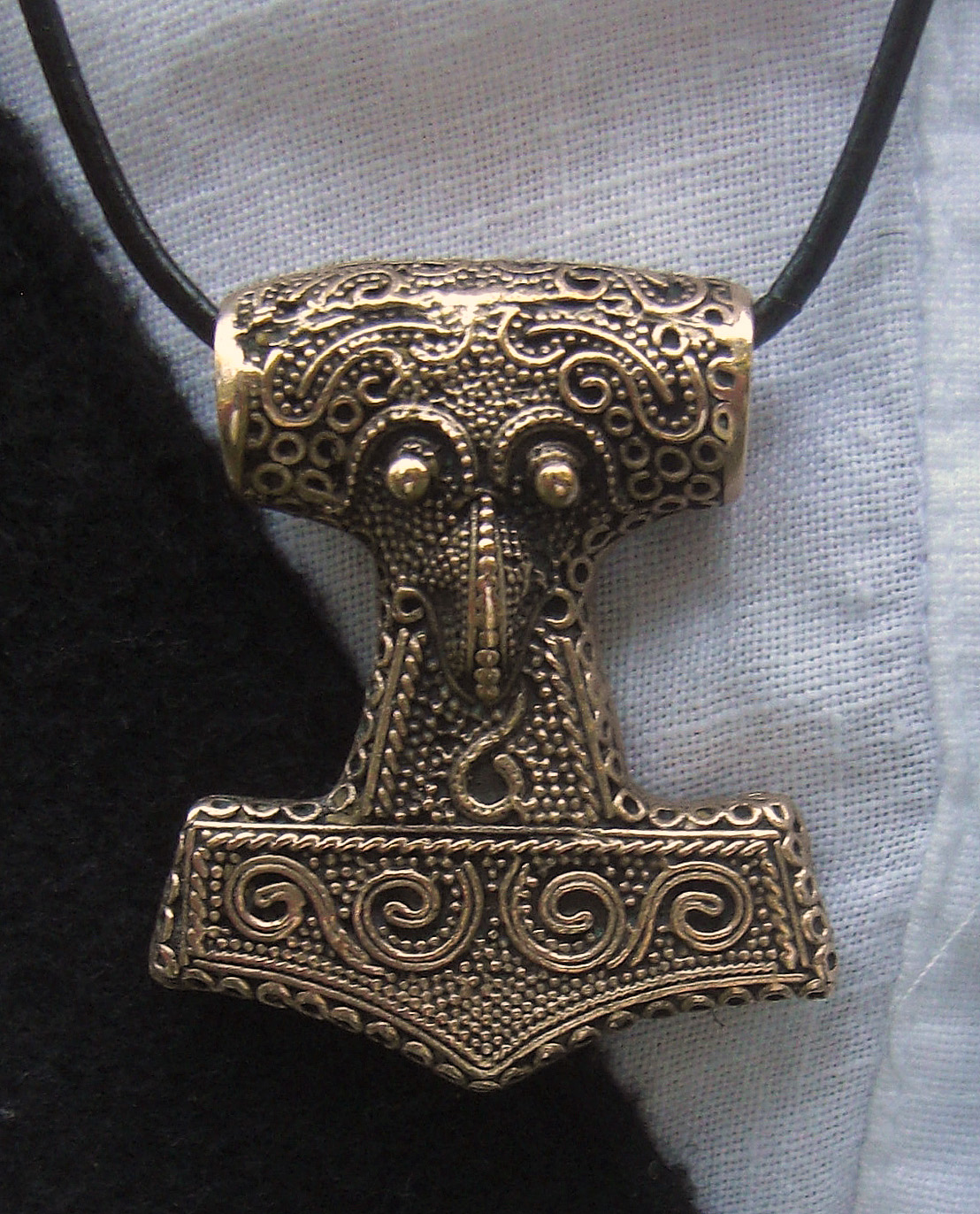
Амулет Мьёльнир (молот Тора), реплика находки из Сконе, Швеция
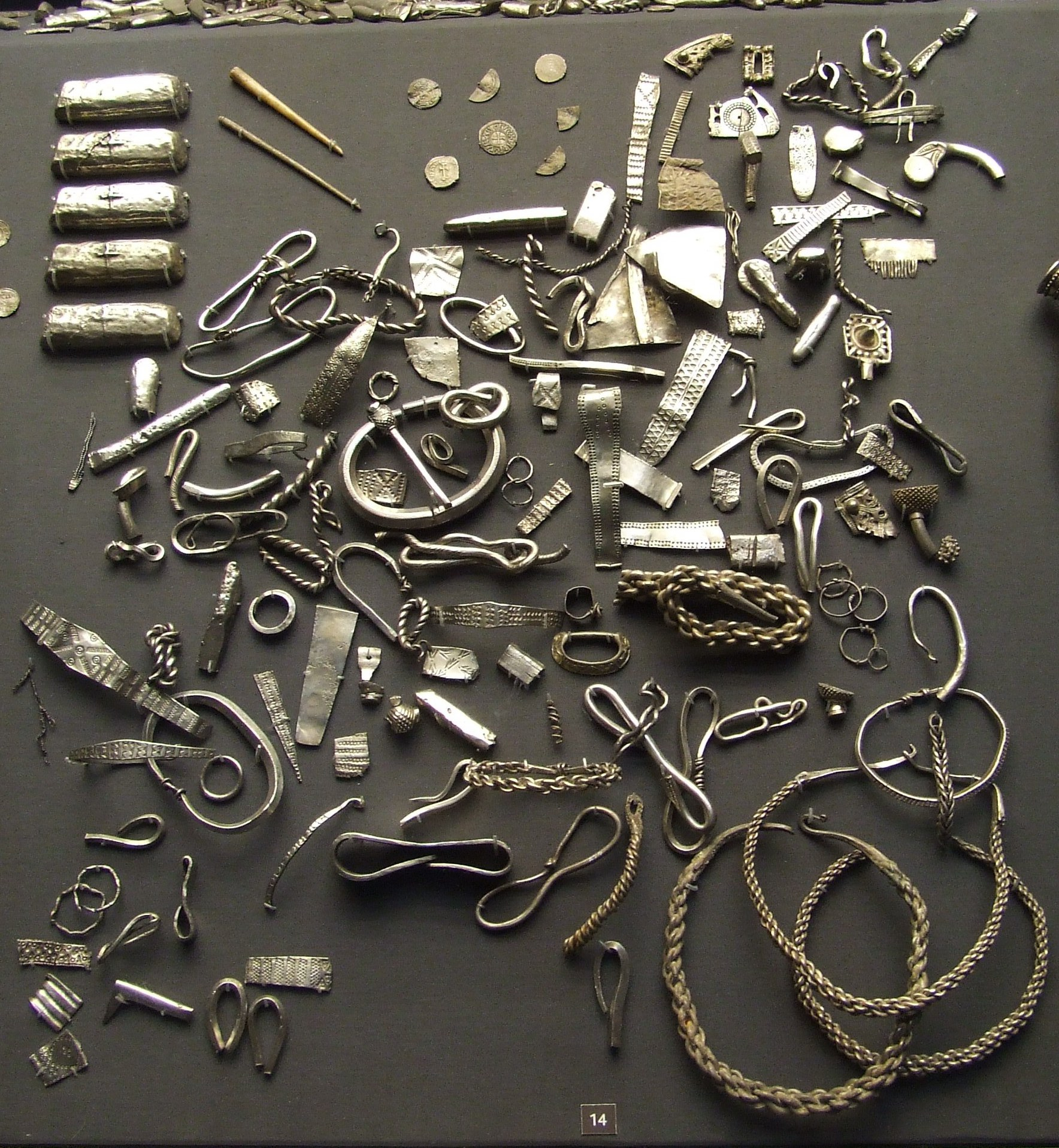
Серебряные предметы из Куэрдельского клада в коллекции Британского музея, начало X века
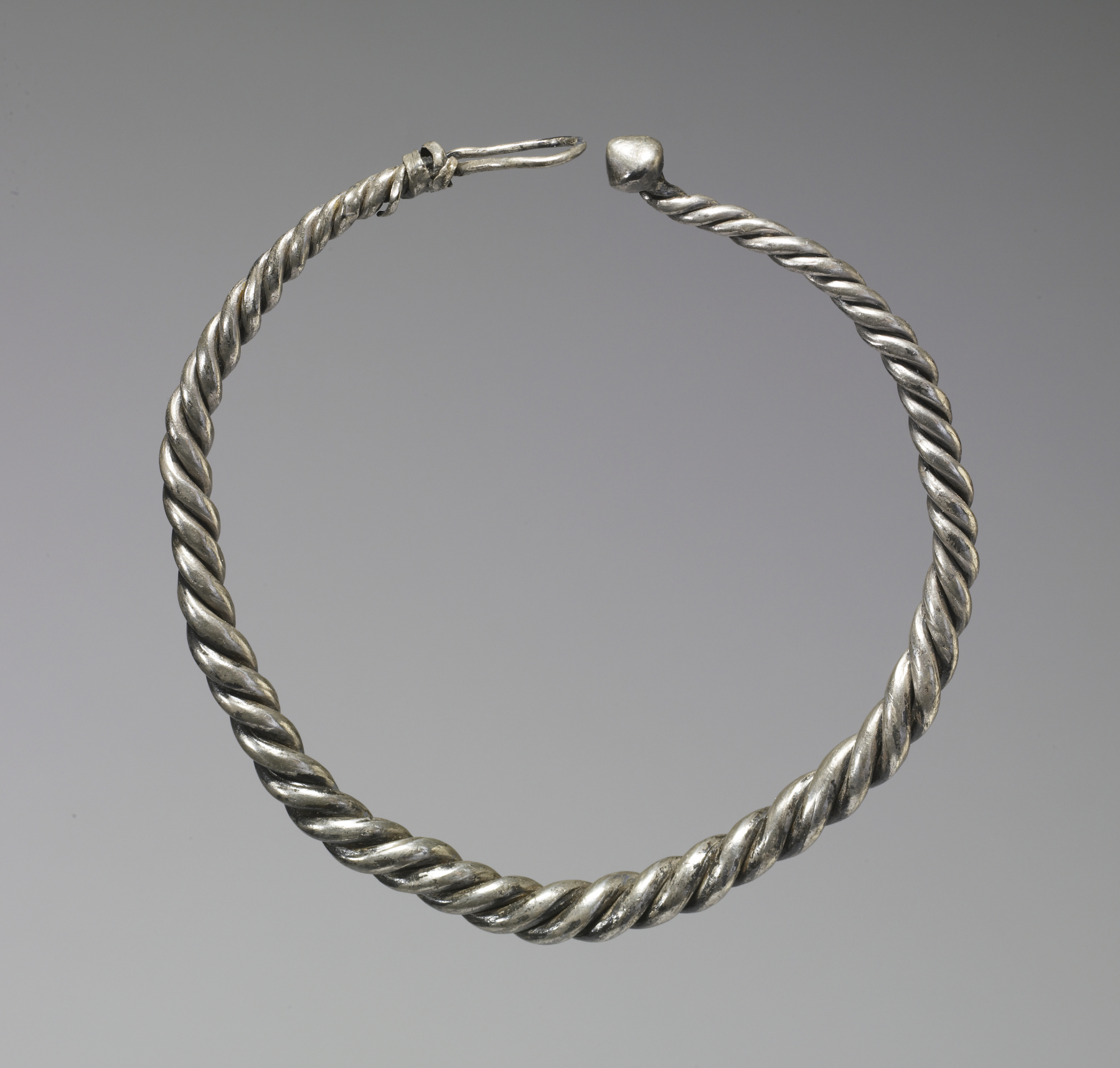
Серебряный торквес (шейный обруч); в той же технологии «скручивания» металлических нитей изготавливались браслеты и кольца
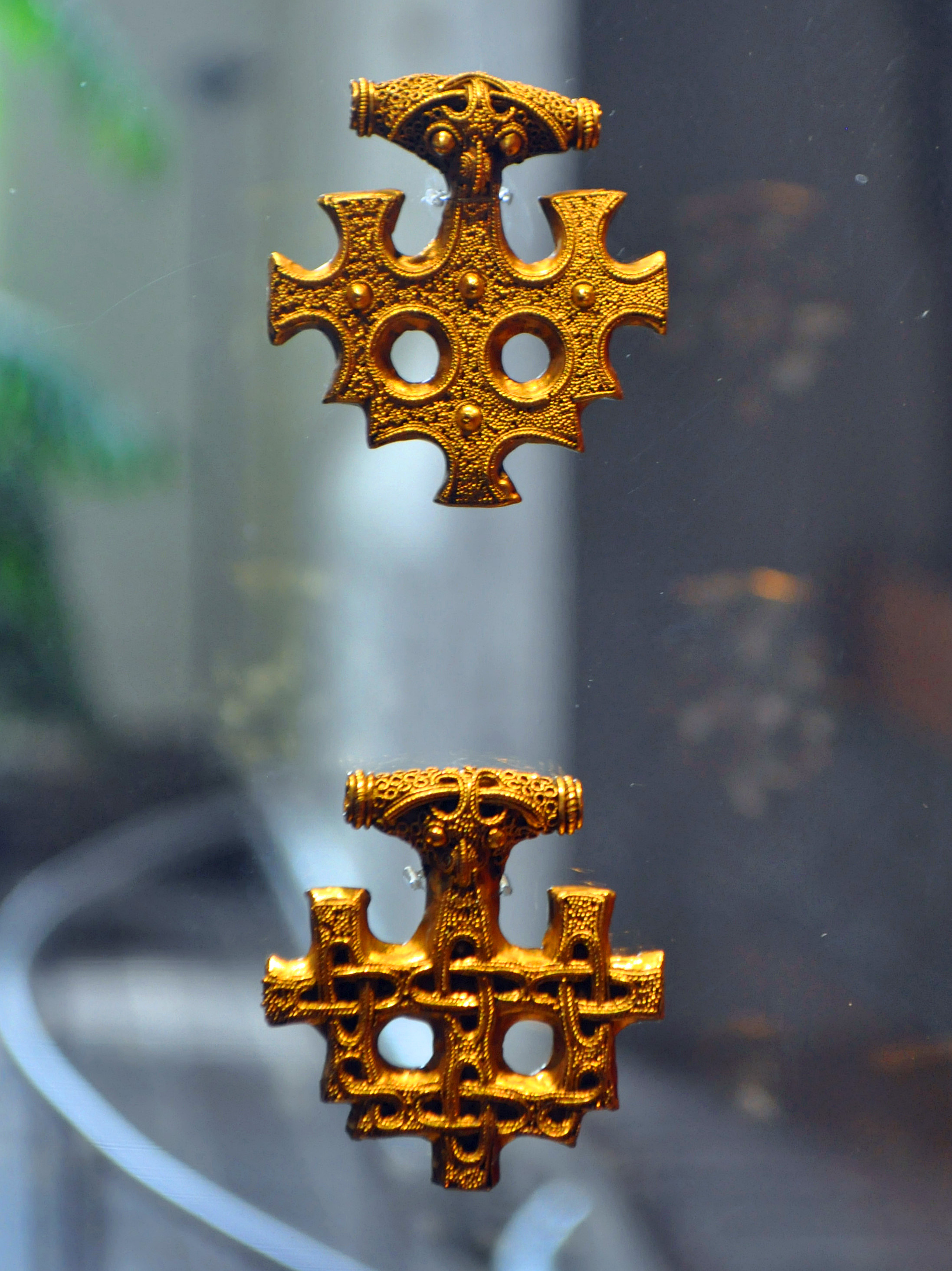
Золотые украшения из клада Хиддензе[нем.], ок. XI век. Смешаны языческие и христианские символы
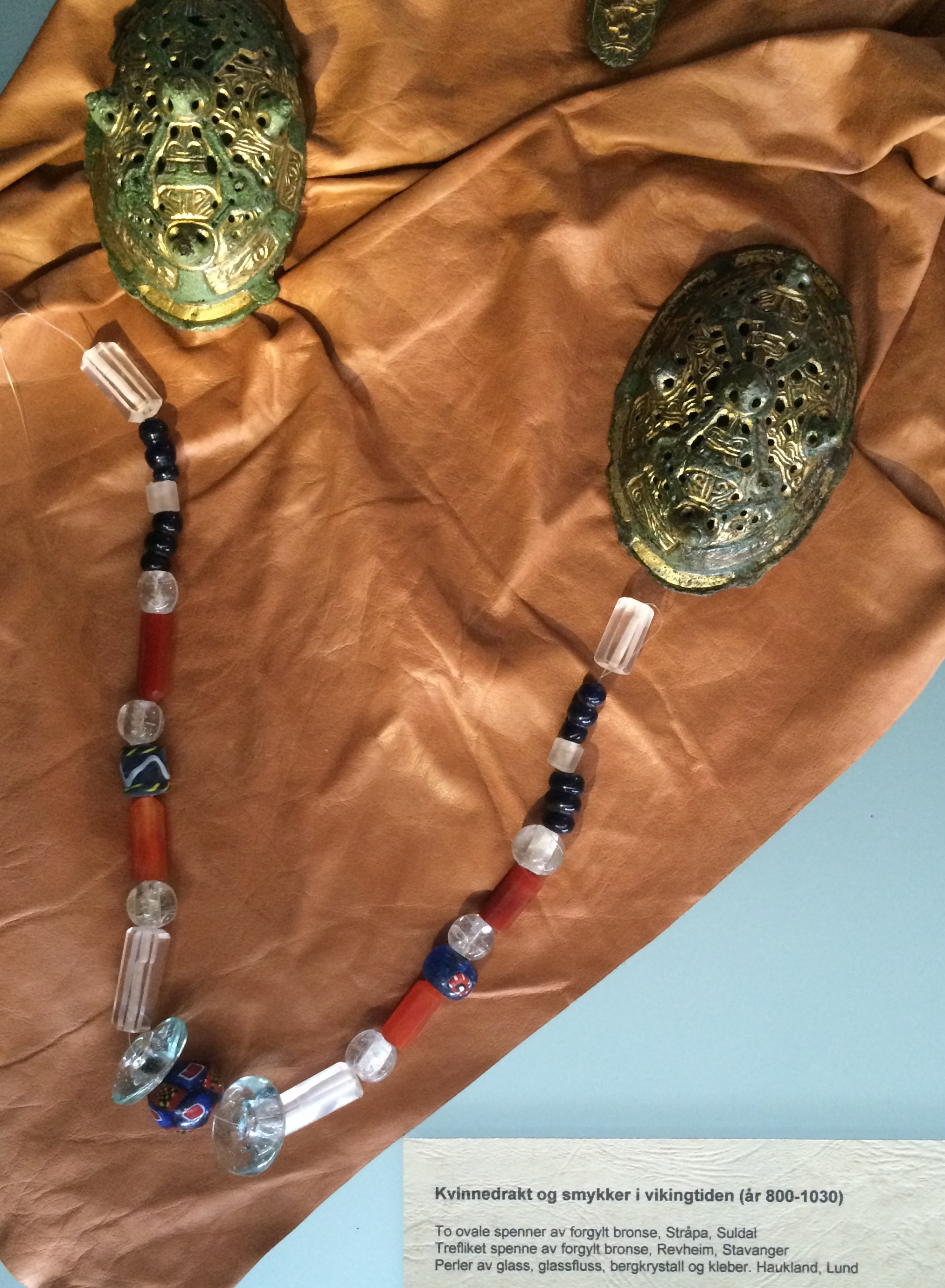
Женский убор: парные скорлуповидные фибулы и нитка бус из цветного стекла, сердолика и горного хрусталя, Археологический музей в Ставангере, Норвегия

### Предметы быта

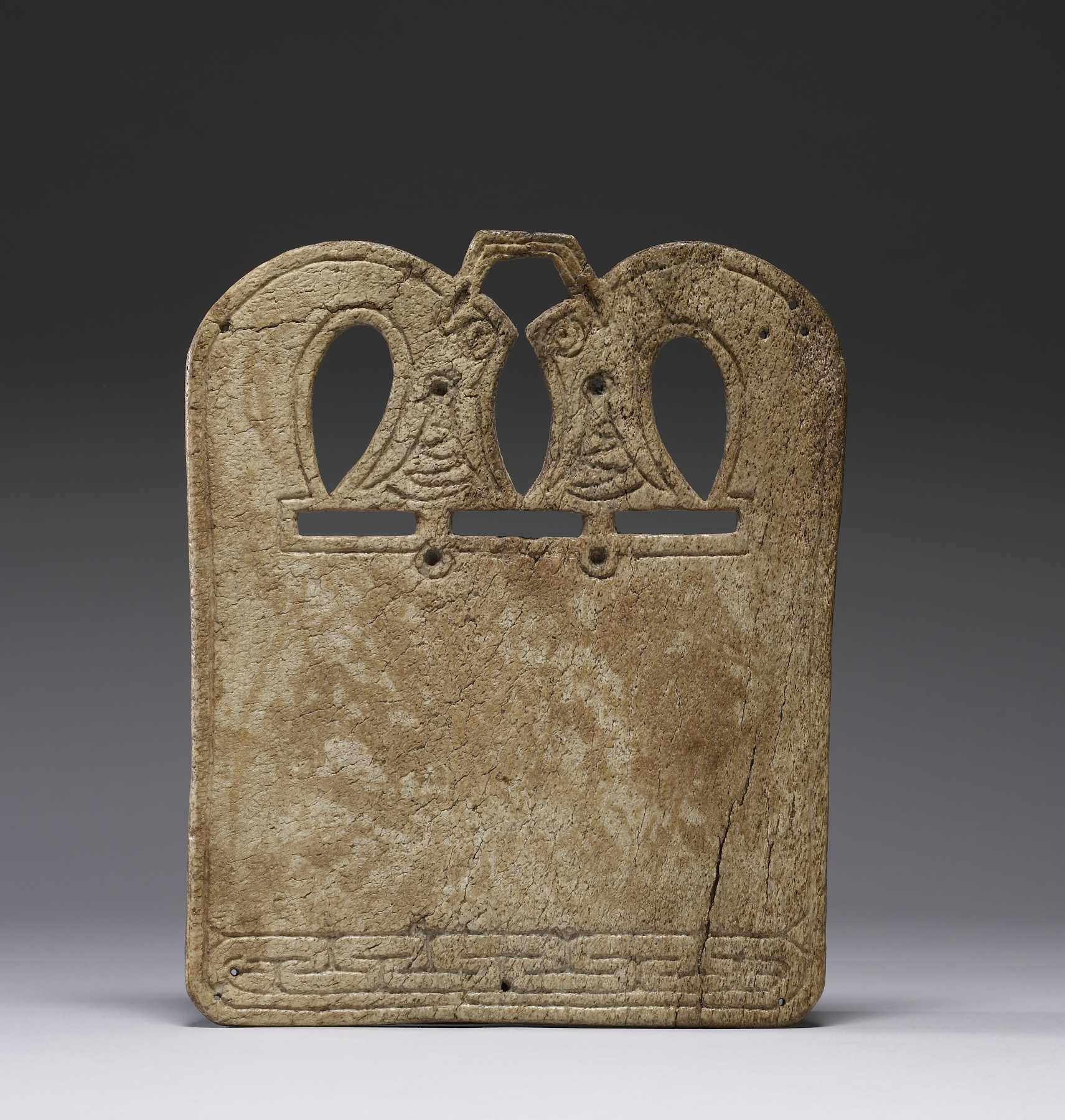
Декорированная зооморфная пластина из китового уса, VIII—IX в.

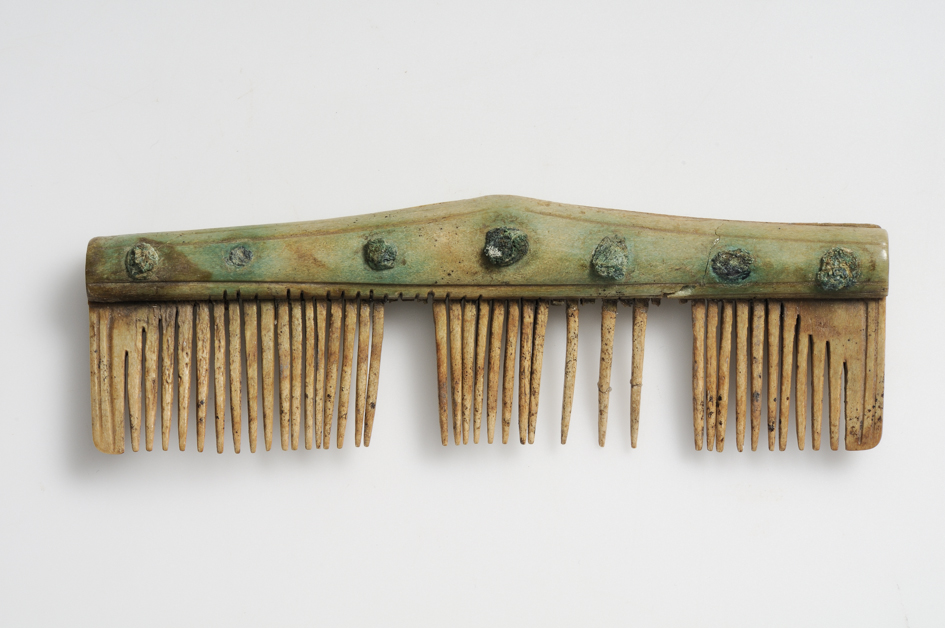
Декорированный гребень из двух кусков кости

Викинги декорировали, притом нередко весьма искусно, предметы повседневного обихода. В качестве материала для мелкой пластики викинги использовали, помимо дерева и металла, кости и рога одомашненных животных, моржовый клык, китовый ус, рога оленей и лосей. Расчески и гребни изготавливались преимущественно из рога или кости и украшались резьбой или декоративными вставками. Также встречаются крупные костяные булавки с плоским навершием.
Из моржового клыка и китового уса выполнены знаменитые шахматы с острова Льюис, найденные на шотландском острове Льюис (Внешние Гебриды) и датированные XII веком. В том регионе происходило активное смешение культурных традиций викингов, гэлов и англосаксов; точное происхождение шахмат неизвестно.
Керамика викингов, хотя и была примитивной и до XII века оставалась преимущественно лепной, то есть изготовленной без использования гончарного круга, украшалась с помощью простого орнаментирования: на сырой глине процарапывали или вдавливали узор с помощью острой палочки, пальцев, куриных костей, шишек и т. д. Вазопись для викингов не была характерна. Сосуды для питья изготавливались из металла (чаши, кубки) или из рогов животных (рога для питья). Украшение питьевого рога (орнамент, оковка) указывали на статус владельца. В то время как конунги, ярлы и дружинники пили из рогов и чаш с ювелирной отделкой, простолюдины довольствовались более простыми сосудами из дерева или глины. Помимо сосудов, декором покрывались другие столовые принадлежности, например, ложки; а в деревне Эрнес, Норвегия, была обнаружена небольшая костяная солонка XI века, украшенная узором в стиле Маммен.
Викинги занимались ткачеством, окрашивали ткани, вышивали сложные узоры. Самые известные примеры северного ткацкого мастерства — шерстяной ковер из Осеберга, IX век (сохранился фрагментарно; на нем цветными нитями была вышита сцена конной процессии) и Гобелен из Байё, содержащий сцены из истории Нормандского завоевания Англии. Считается, что он был создан во второй половине XI века по заказу Матильды, жены Вильгельма Завоевателя, её придворными ткачихами в Нормандии. Гобелен из Байё, впрочем, относится скорее к континентальному, чем собственно викингскому искусству; надписи на нем сделаны латинскими буквами, а не рунами, в фигурах явственно прослеживается англосаксонский или романский стили.

## Влияние
Примером соединения кельтских и северных мотивов являются каменные кресты на острове Мэн и в других частях Британии. В этих памятниках прослеживается соединение элементов христианства и язычества. На крестах, символах христианства, вырезались сцены из языческой мифологии: к примеру, на кресте из Госфорта в Камберленде изображены одновременно распятие Иисуса и закованный в цепи Локи. Также на крестах часто встречаются рунические надписи.